# Bursa (anatomia)
Uma bursa (plural bursae ou bursas; latim: bursa synovialis) ou bolsa sinovial é uma pequena bolsa cheia de líquido (sinóvia) localizada no ponto em que um músculo ou tendão roça um osso. As bursas reduzem o atrito entre as duas superfícies em movimento. Existem centenas delas em todo o corpo. As bursas assemelham-se a bolsas, de onde vem o seu nome em latim. 
Bursa pode designar ainda, quando atrelada à anatomia e à nomenclatura de células e tecidos, linfócitos "B" a exemplo, a Bursa de Fabricius, um divertículo da cavidade cloacal das aves. Esse divertículo não é observado em mamíferos, mas os tecidos linfóides associados podem nesses ser encontrados nas paredes intestinais, amígdalas e apêndice, fator o qual justifica a nomenclatura dos citados leucócitos, a exemplo.
A infecção ou irritação de uma bursa dá origem à bursite (inflamação da bursa). O termo genérico para doenças das bursas é "bursopatia".